# سیلک‌وود
سیلکوود (انگلیسی: Silkwood) فیلمی در ژانر زندگی‌نامه‌ای به کارگردانی مایک نیکولز است که در سال ۱۹۸۳ منتشر شد.
این فیلم برنده جایزه گلدن گلوب بهترین بازیگر نقش مکمل زن توسط شر در سال ۱۹۸۳ شده‌است.

## بازیگران
- مریل استریپ
- کرت راسل
- شر
- کریگ تی. نلسن
- فرد وارد
- دیانا اسکاروید
- بروس مک‌گیل
- ران سیلور
- دیوید استراترن
- ام امت والش
- جیمز ریبورن
- آنتونی هیلد
- ویل پاتون
- چارلز هالاهان
- جوزف سومر